# 申巴赫 (奥地利)
申巴赫（德語：Schönbach）是奥地利下奥地利州茨韦特尔县的一个市镇。总面积34.64平方公里，总人口939人，人口密度27.1人/平方公里（2005年）。

## 友好城市
- 德国赫爾博恩 1989年